# Junkers
Junkers era un produttore tedesco che operava nel settore termotecnico. Precedentemente ha operato anche nel settore aeronautico costruendo aerei militari e civili.
È stata fondata nel 1895 a Dessau dall'ingegnere Hugo Junkers, nell'allora regione prussiana dell'Impero tedesco.
Nel 1932 l'azienda è stata acquistata dalla Robert Bosch GmbH e oggi fa parte della divisione Bosch Thermotechnik GmbH.

## Storia
Nel 1892 l'ingegnere tedesco Hugo Junkers ottiene il brevetto per un particolare tipo di calorimetro a pressione costante. Questa invenzione si rivela la base per le stufe da bagno a gas Junkers. Così nel 1894 viene richiesto il brevetto per un riscaldatore di fluidi.
Il 2 luglio 1895 viene fondata la Junkers & Co. a Dessau, operando nel settore termotecnico con la realizzazione di radiatori, caldaie e scaldabagni.
Le esigenze belliche conseguenti allo scoppio della prima guerra mondiale esortarono Junkers, nel 1914, alla realizzazione del suo primo velivolo, lo Junkers J 1 "Blechesel" (asino di latta).
Il soprannome si deve all'introduzione di una tecnica innovativa che prevedeva l'utilizzo solamente di parti metalliche, in particolare di una superficie in duralluminio ondulato che sarebbe diventata una caratteristica distintiva per tutti i modelli prodotti nel primo periodo. Da questa esperienza nascono delle collaborazioni atte a migliorare la qualità dei velivoli fino allora prodotti tra le quali spicca il rapporto con la Fokker che ha portato alla realizzazione del caccia biplano Fokker D.VII.
Alla fine del conflitto si specializza nella produzione di aeroplani.
Nel 1932 l'azienda è stata acquistata dalla Robert Bosch GmbH e dal 1936 si specializzò anche nella produzione di motori aeronautici. Nel Marzo del 1933 Hugo Junkers fu definitivamente espropriato ed estromesso dalla sua azienda per iniziativa del commissario all'aviazione Herrmann Goering. Goering giudicava Junkers "politicamente inaffidabile". Il nome Junkers è ben noto in associazione ai velivoli prodotti per la Luftwaffe e la Deutsche Luft Hansa (DLH) nel periodo antecedente e durante tutta la seconda guerra mondiale. I velivoli progettati sono stati determinanti in molte campagne, come gli sbarchi di truppe aviotrasportate su Creta (si veda Battaglia di Creta) con lo Ju 52/3m "Tante Ju", o i massicci bombardamenti (Guernica ad esempio) condotti dagli Ju 87 Stuka durante la guerra civile spagnola.
Nel 1953 vengono rinnovati gli attuali impianti produttivi di Wernau, focalizzando la produzione e la ricerca esclusivamente sulle caldaie murali a gas, sistemi di termoregolazione e di sicurezza per apparecchi a gas.
Nel 1984 Junkers è il primo produttore al mondo ad introdurre sul mercato una caldaia murale a condensazione a gas.
Nel 1991 vengono presentate le caldaie murali a gas Cerastar e Ceranox alla fiera ISH di Francoforte. Negli anni a seguire viene sviluppato il sistema di controllo elettronico Bosch Heatronic e nel 1997 Junkers rinnova completamente la sua gamma di caldaie Cerapur e Cerastar. La nuova generazione di sistemi di termoregolazione Ceracontrol viene premiata con l'iF (Interface Design Award).
Oggi produce caldaie, scaldabagni, bollitori, centraline climatiche, termoregolatori, riscaldatori solari e pompe di calore.

## Velivoli realizzati
(lista parziale)
- Junkers J 1 Blechesel, monomotore 1915
- Junkers CL.I, monomotore per caccia al suolo, 1916-1918
- Junkers F 13, monomotore da trasporto passeggeri, 1919
- Junkers G 24, trimotore da trasporto passeggeri, 1926 (usato anche come bombardiere leggero)
- Junkers G 38, quadrimotore da trasporto passeggeri, 1929
- Junkers W 33, monomotore da trasporto leggero, 1926
- Junkers W 34, monomotore da trasporto leggero e ricognizione, (sviluppo del W 33), 1933
- Junkers Ju 52, Tante Ju (Zia Ju), trasporto e bombardamento, 1930
- Junkers EF 61, caccia d'alta quota e ricognitore (prototipo)
- Junkers Ju 85, bombardiere veloce, mai realizzato
- Junkers Ju 86, bombardiere e ricognitore, 1934
- Junkers Ju 87 Stuka, bombardiere in picchiata, 1935
- Junkers Ju 88, bombardiere, ricognitore e caccia notturno
- Junkers Ju 89, quadrimotore, bombardiere pesante (prototipo), 1937
- Junkers Ju 90, quadrimotore di linea e da trasporto, (sviluppo dello Ju 89), 1937
- Junkers Ju 188, Rächer, bombardiere
- Junkers Ju 248, ri-designazione del Messerschmitt Me 263
- Junkers Ju 252, trasporto, 1941
- Junkers Ju 287, bombardiere pesante (prototipo con motore jet), 1944
- Junkers Ju 288, bombardiere (prototipo)
- Junkers Ju 290, bombardiere a lungo raggio (prototipo)
- Junkers Ju 322 Mammut, aliante da trasporto (prototipo), 1941
- Junkers Ju 352 Herkules, trasporto, 1942
- Junkers Ju 388 Störtebeker, ricognitore e caccia notturno
- Junkers Ju 390, bombardiere a lungo raggio
- Junkers Ju 488, bombardiere pesante, 1943

## Motori aeronautici prodotti

### A pistoni
- Junkers Jumo 205
- Junkers Jumo 210
- Junkers Jumo 211
- Junkers Jumo 213
- Junkers Jumo 222

### A reazione
- Junkers Jumo 004